# Język audżila
Język audżila (awjilah) (inne nazwy: aoudjila, augila, aujila, awjila) – zagrożony wymarciem język afroazjatycki ze wschodniej grupy języków berberyjskich. Jest używany we wschodniej Libii, w regionie Cyrenajki, w szabijja Al-Wahat. Język wymiera na korzyść popularnego w tym regionie języka arabskiego. Kobiety są jednojęzyczne. Większość użytkowników jest w średnim lub podeszłym wieku.